# Morocco
Morocco é uma cidade  localizada no estado americano de Indiana, no Condado de Newton.

## Demografia
Segundo o censo americano de 2000, a sua população era de 1127 habitantes.
Em 2006, foi estimada uma população de 1143, um aumento de 16 (1.4%).

## Geografia
De acordo com o United States Census Bureau tem uma área de
1,5 km², dos quais 1,5 km² cobertos por terra e 0,0 km² cobertos por água.

## Localidades na vizinhança
O diagrama seguinte representa as localidades num raio de 20 km ao redor de Morocco.